# Mononeuron duguetiae
Mononeuron duguetiae är en stekelart som beskrevs av Fischer 1981. Mononeuron duguetiae ingår i släktet Mononeuron och familjen bracksteklar. Inga underarter finns listade i Catalogue of Life.